# Burla, Suceava
Burla este satul de reședință al comunei cu același nume din județul Suceava, Bucovina, România.
Comuna Burla este situată în partea de nord-est a județului Suceava, la o distanță de 7 km de Rădăuți, 25 km de Siret și la 40 km de Suceava pe drumul județean DJ 209 si DJ 178.